# Carol Montgomery
Carol Montgomery (Schelt, 24 augustus 1966) is een professioneel Canadees atlete uit Vancouver. Ze doet aan triatlon, duatlon en atletiek. Ze was in 1993 wereldkampioene duatlon op de korte afstand.

## Biografie
In 1994 deed ze mee aan de 10.000 meter op de Gemenebestspelen.
Montgomery was de enige die op de Olympische Spelen van 2000 in Sydney haar vaderland op zowel de 10.000 m als de triatlon vertegenwoordigde. Op papier was ze de snelste vrouw bij de triatlon op de Olympische Zomerspelen van Sydney. Door een fietsongeluk moest ze echter voor de finish uitstappen. Vier jaar later behaalde ze tijdens de Olympische Spelen van Athene bij de triatlon een 35e plaats in een tijd van 2:15.25,62.

## Titels
- Wereldkampioene duatlon op de korte afstand - 1993
- Gemenebest kampioene triatlon - 2002
- Pan-Amerikaans kampioene triatlon - 2001

## Persoonlijk record
Outdoor
| Onderdeel | Prestatie | Datum         | Plaats    |
| --------- | --------- | ------------- | --------- |
| 5000 m    | 15.51,99  | 1 juli 2000   | Palo Alto |
| 10.000 m  | 32.11,79  | 14 april 2000 | Walnut    |

## Palmares

### triatlon
- 1989: 9e WK olympische afstand in Avignon - 2:15.44
- 1990:  WK olympische afstand in Orlando - 2:03.46
- 1991: 6e WK olympische afstand in Gold Coast - 2:04.00
- 1995: DNF WK olympische afstand
- 1996:  WK olympische afstand in Cleveland - 1:52.06
- 1997: DNF WK olympische afstand
- 1999:  Canadees kampioenschap
- 1999:  Pan-Amerikaanse Spelen in Winnipeg - 2:00.14
- 2000:  WK olympische afstand in Perth
- 2000: DNF Olympische Spelen in Sydney
- 2000:  ITU wereldbekerwedstrijd in Perth
- 2001: 12e WK olympische afstand
- 2001:  ITU wereldbekerwedstrijd in St. Anthony
- 2001:  ITU wereldbeker rin Yamaguchi
- 2002: 10e WK olympische afstand in Cancún
- 2002:  Gemenebestspelen in Manchester - 2:03.17
- 2003:  Canadees kampioenschap triatlon
- 2003: DNF WK olympische afstand in Queenstown
- 2004: 42e WK olympische afstand in Madeira
- 2004: 35e Olympische Spelen in Athene - 2:15.25,62

### duatlon
- 1993:  WK korte afstand - 1:38.35

### atletiek
- 1995:  Pan-Amerikaanse Spelen 5.000 m - 15.46,80
- 1995:  Pan-Amerikaanse Spelen 5.000 m - 33.13,58

1990: Thea Sybesma ·
1991: Erin Baker ·
1992: Jenny Alcorn ·
1993: Carol Montgomery ·
1994: Irma Heeren ·
1995: Natascha Badmann ·
1996: Jackie Gallagher ·
1997: Irma Heeren ·
1998: Irma Heeren ·
1999: Jackie Gallagher ·
2000: Stephanie Forrester ·
2001: Erika Csomor ·
2002: Corine Raux ·
2003: Edwige Pitel ·
2004: Erika Csomor ·
2005: Michelle Dillon  ·
2006: Catriona Morrison ·
2007: Vanessa Fernandes ·
2008: Vanessa Fernandes ·
2009: Vendula Frintová ·
2010: Catriona Morrison ·
2011: Katie Hewison ·
2012: Felicity Sheedy-Ryan ·
2013: Ai Ueda ·
2014: Sandra Levenez ·
2015: Emma Pallant